# Ožujsko
Ožujsko je značka chorvatského piva (ležáku), které vyrábí od roku 1892 Zagrebačka pivovara. Spolu s pivem Karlovačko je jedním z nejpopulárnějších piv v Chorvatsku. Chorvatsky březen – ožujak. Tedy pivo s názvem obdobným jako v Česku Březňák.
Ožujsko je momentálně oficiálním sponzorem chorvatské fotbalové reprezentace. Prodává se ve skleněných (0,25 a 0,5 l), plastových (1 l a 2 l) lahvích a plechovkách (0,33 a 0,5 l).